# پالسترینا (شهر)
پالسترینا (شهر) (به ایتالیایی: Palestrina) یک کومونه در ایتالیا است که در استان رم واقع شده‌است.

## خصوصیات
پالسترینا ۴۶٫۸ کیلومترمربع مساحت و ۲۱٬۵۶۷ نفر جمعیت دارد و ۴۵۰ متر بالاتر از سطح دریا واقع شده‌است.

## خواهرخوانده
شهرهای فوسن و Bièvres خواهرخوانده‌های پالسترینا (شهر) هستند.

## تاریخ
نام باستانی این شهر پِرَنسته (Praeneste) بوده، و این شهر در ناحیهٔ لاتیوم جای داشته و متعلق‌به لاتینان و از اعضای لیگ لاتین بوده است. موافق نوشته‌های تیتوس لیویوس در کتاب از پیدایش روم، در سال ۴۹۹ یا ۴۹۶ قبل از میلاد پرنسته از لاتینان بُرید و به جمهوری روم پیوست، و این کار سی دولت‌شهر لاتین را به نبرد با روم واداشت. نبردی که افتاد به نبرد دریاچه رگیلوس نامور شد که در آن سپاه روم (تحت فرماندهی آئولوس پستومیوس) بر سپاه لاتین (تحت فرماندهی اکتاویوس مامیلیوس و لوکیوس تارکوئینیوس متکبر) غلبه یافت، و از آن پس لاتینان متحدان روم شدند.